# El Ayo
El Ayo (somali : Ceelaayo, en arabe : عيلايو), également connue sous le nom d'El Ayum, est une ville côtière de la région orientale de Sanaag, en Somalie.

## Histoire
El Ayo abrite de nombreux sites archéologiques et bâtiments historiques, similaires à ceux de Las Khorey, une autre ville côtière de Sanag. Néanmoins, la ville est bien plus ancienne que Las Khorey. Il est fort probable que les Grecs et les Égyptiens utilisaient la ville et les alentours en pour réaliser des échanges commerciaux.
El Ayo fait partie d'un ensemble d'anciennes colonies au nord de la Somalie. Non loin de la ville se trouvent les ruines d'une vieille ville, qui auraient été bâties par une civilisation préhistorique. Entre El Ayo et Las Khorey se trouve Karinhegane, un site où se trouvent de nombreuses peintures rupestres d'animaux réels et mythiques. Chaque peinture est associée à une inscription, le tout étant estimé comme remontant à plus de 2500 ans,.
De plus, un certain nombre de cairns de petite taille sont concentrés dans une plaine située entre la côte adjacente à El Ayo et une crête intérieure longue d'environ 2 km. Le nord de la Somalie en général abrite de nombreux sites archéologiques de ce type, avec des édifices semblables trouvés à Haylan, Qa’ableh, Qombo'ul et Maydh. Cependant, bon nombre de ces structures doivent encore être explorées correctement, ce qui aiderait à éclairer davantage l'histoire locale et à faciliter sa préservation.
El Ayo a également été l'un des premiers centres locaux de l'islam en Somalie, la religion se propageant par le biais des expéditions maritimes et de l'immigration en provenance du Moyen-Orient.

## Situation
El Ayo est une ville côtière du nord de la Somalie, dans la région de Sanaag.